# 波格列比 (羅姆內區)
50°48′33″N 33°23′54″E / 50.80917°N 33.39833°E
波赫雷比（烏克蘭語：Погреби）是位於烏克蘭東北部的村莊，由蘇梅州羅姆內區的羅姆內市鎮負責管轄。該村處於羅緬河右岸，分別距離維尤涅2公里和日特涅1公里，海拔高度127米，2001年人口104。